# إتش س. ويسترمان
إتش س. ويسترمان (بالإنجليزية: H. C. Westermann)‏ هو نحات أمريكي، ولد في 11 ديسمبر 1922 في لوس أنجلوس في الولايات المتحدة، وتوفي في 3 نوفمبر 1981 في دانبري في الولايات المتحدة.